# Renée Ferrer de Arréllaga
Renée Ferrer de Arréllaga, (n. 19 mai 1944, Asunción) este o romancieră și poetă paraguayană.
Ea este Secretar General al Consiliului Guvernatorilor al Academiei Paraguaiene de Limbă Spaniolă, Asuncion, Paraguay.
Romanul Los nudos del silencio a fost tradus in franceză și italiană.

## Opere
- cu Miguel Ángel Fernández: Poetisas del Paraguay (Voces de hoy), ISBN 84-7839-096-0
- Entre el ropero y el tren, Asunción, Ediciones Alta Voz, 2004
- Itinerario del deseo (Itinerary of desire), traducción de Betsy Partyka, Ediciones Alta Voz, 2002
- La colección de relojes, Asunción, Arandura, 2001
- Renee Ferrer: poesía completa hasta el ano 2000, Asunción, Paraguay : Arandura Editorial, 2000
- El ocaso del milenio, Asunción, Paraguay : Ediciones y Arte S.R.L., 1999
- Vagos sin tierra, Asunción, Expolibro, 1999
- Viaje a destiempo, Universidad Católica Nuestra Señora de la Asunción; Biblioteca de Estudios Paraguayos, 1989
- De la eternidad y otros delirios, Asunción, Intercontinental Editora, 1997
- El resplandor y las sombras, Asunción, Arandura Editorial, 1996
- Itinerario del deseo, Asunción, Arandura Editorial, 1995
- Desde el encendido corazón del monte, Asunción, Arandura Editorial, 1994
- Narrativa paraguaya actual: dos vertientes, Encuentros, no.4 (March 1994), pp. 1–16
- Por el ojo de la cerradura, Asunción, Arandura Editorial, 1993
- El Acantilado y el mar, Asunción, Arandura Editorial, 1992
- Los nudos del silencio, Asunción, Arte Nuevo Editores, 1988
- Sobreviviente, Editiones Torremozas, Madrid, 1988, ISBN 84-86072-76-X
- Nocturnos, Asunción, Editorial Arte Nuevo, 1987
- La mariposa azul y otros cuentos, Asunción, Ediciones IDAP, Ediciones Mediterráneo, 1987
- La Seca y otros cuentos, Asunción, El Lector, 1986
- Campo y cielo, Asunción, Ediciones Mediterráneo, 1985
- Peregrino de la eternidad, Asunción, Alcándara Editora, 1985
- Desde el Cañadón de la memoria, Hamburg, Imprenta Paul Molnar, 1984
- Cascarita de nuez, Asunción, Talleres de Artes Gráficas Zamphirópolos, 1978
- Voces sin Réplica, Asunción, 1967
- Hay surcos que no se llenan, Asunción, Editorial El Arte, 1965
- La expansión colonizadora y la fundación de Concepción